# Takaki Tomozawa
Takaki Tomozawa (født 6. marts 1993) er en japansk fodboldspiller.
Han har spillet for flere forskellige klubber i sin karriere, herunder YSCC Yokohama.